# (5933) Kemurdzhian
(5933) Kemurdzhian es un asteroide perteneciente al cinturón de asteroides, región del sistema solar que se encuentra entre las órbitas de Marte y Júpiter, descubierto el 26 de agosto de 1976 por Nikolái Stepánovich Chernyj desde el Observatorio Astrofísico de Crimea (República de Crimea).

## Designación y nombre
Designado provisionalmente como 1976 QN. Fue nombrado Kemurdzhian en homenaje a Aleksandr Kemurdzhián, experto en el diseño de transporte cósmico y robots especializados para la investigación de las superficies de los planetas y sus satélites. Fue responsable del diseño del sistema de autopropulsión de Lunokhod 1 y Lunokhod 2, ya que estos vehículos exploraron la superficie de la Luna a principios de la década de 1970. Posteriormente dirigió el diseño de aparatos móviles para la investigación de Venus, Marte y Fobos.

## Características orbitales
Kemurdzhian está situado a una distancia media del Sol de 2,155 ua, pudiendo alejarse hasta 2,472 ua y acercarse hasta 1,838 ua. Su excentricidad es 0,147 y la inclinación orbital 0,146 grados. Emplea 1156,07 días en completar una órbita alrededor del Sol.

## Características físicas
La magnitud absoluta de Kemurdzhian es 14,2. Tiene 3,601 km de diámetro y su albedo se estima en 0,312. 